# Bulbophyllum scaberulum
Espèce
Synonymes
- Bulbophyllum bambiliense De Wild.[1]
- Bulbophyllum chevalieri De Wild.[1]
- Bulbophyllum ealaense De Wild.[1]
- Bulbophyllum jespersenii De Wild.[1]
- Bulbophyllum pobeguinii (Finet) De Wild.[1]
- Bulbophyllum scaberulum var. album Pérez-Vera[1]
- Bulbophyllum zobiaense De Wild.[1]
- Megaclinium bambiliense De Wild.[1]
- Megaclinium chevalieri De Wild.[1]
- Megaclinium ealaense De Wild.[1]
- Megaclinium jespersenii De Wild.[1]
- Megaclinium pobeguinii Finet[1]
- Megaclinium scaberulum Rolfe[1]
- Megaclinium zobiaense De Wild.[1]

Bulbophyllum scaberulum (Rolfe) Bolus est une espèce d'orchidées du genre Bulbophyllum, présente dans de nombreux pays d'Afrique tropicale. 

## Liste des variétés
Selon Catalogue of Life (6 décembre 2017) :
- variété Bulbophyllum scaberulum var. crotalicaudatum
- variété Bulbophyllum scaberulum var. fuerstenbergianum
- variété Bulbophyllum scaberulum var. scaberulum

Selon The Plant List (6 décembre 2017) :
- variété Bulbophyllum scaberulum var. fuerstenbergianum (De Wild.) J.J.Verm.

Selon Tropicos (6 décembre 2017) (Attention liste brute contenant possiblement des synonymes) :
- variété Bulbophyllum scaberulum var. album Pérez-Vera
- variété Bulbophyllum scaberulum var. crotalicaudatum J.J. Verm.
- variété Bulbophyllum scaberulum var. fuerstenbergianum (De Wild.) J.J. Verm.
- variété Bulbophyllum scaberulum var. scaberulum

## Distribution
La sous-espèce fuerstenbergianum, assez rare, est présente au Cameroun, au Nigeria, en Guinée équatoriale (Bioko) et en République démocratique du Congo.
La sous-espèce scaberulum a été observée en Guinée, en Sierra Leone, au Liberia, en Côte d'Ivoire, au Ghana, au Nigeria, au Cameroun, sur l'île de Sao Tomé (Sao Tomé-et-Principe), au Gabon, en République du Congo, en République démocratique du Congo, Afrique de l'Est et Afrique zambézienne.